# RC Rivière-Pilote
El RC Rivière-Pilote es un equipo de fútbol de Martinica que milita en la Liga de Fútbol de Martinica, la liga de fútbol más importante de la isla.

## Historia
Fue fundado en el año 1961 en la localidad de Rivière-Pilote y milita en la Liga de Fútbol desde el año 1974, liga que ha ganado en 4 ocasiones. También ha sido campeón de Copa en 2 oportunidades y ha ganado la Copa de las Antillas 1 vez.
A nivel internacional ha participado en 2 torneos continentales, donde su mejor participación ha sido en la Copa de Campeones de la Concacaf del año 1989, donde llegó hasta las semifinales, siendo eliminado por el FC Pinar del Río de Cuba.

## Palmarés
- Liga de Fútbol de Martinica: 4

1983, 2008, 2010, 2012
- Copa de Martinica: 2

1978, 1981
- - Subcampeón: 2

1975, 2002
- Ligue des Antilles: 1

2006
- Copa Regional de Francia: 0
  - Finalista: 5

2002, 2003, 2005, 2009, 2010
- Trofeo del Consejo General: 0
  - Finalista: 4

2004, 2007, 2008, 2010
- Copa de la Liga de Martinica: 2

2010, 2011

## Participación en competiciones de la CONCACAF
- Champions' Cup: 2 apariciones

1989: sermifinales; eliminado por  FC Pinar del Río 3-2 en elmarcador global (ronda 4 de 5)
1990: primera ronda

## El Equipo en la Estructura del Fútbol Francés
- Copa de Francia: 2 apariciones

1977/78, 1981/82